# Robert Downey Sr.
Robert John Downey Sr. (nacido Robert John Elias Jr. Nueva York, 24 de junio de 1936-Nueva York, 7 de julio de 2021) fue actor y director de cine estadounidense, padre del también actor Robert Downey Jr. Durante su carrera dirigió películas consideradas clásicos de culto como Putney Swope.

## Biografía
Downey nació como Robert John Elias Jr. en el distrito de Manhattan de la ciudad de Nueva York, el 24 de junio de 1936. Era hijo de Elizabeth (de soltera McLauchle), una modelo, y de Robert John Elias, que trabajaba en la gestión de hoteles y restaurantes. Sus abuelos paternos eran judíos, mientras que su madre era de ascendencia judía mitad irlandesa y mitad húngara. Creció en Rockville Centre, Nueva York y cambió su apellido por el de Downey (en homenaje a su padrastro, James Downey) cuando quiso alistarse en el ejército de los Estados Unidos siendo menor de edad.
Downey se casó tres veces. Su primer matrimonio fue con la actriz Elsie Ann Downey (nacida Ford), con la que tuvo dos hijos: la actriz y escritora Allyson Downey y el actor Robert Downey Jr.. Se divorciaron en 1975. Su segunda esposa, la actriz y escritora Laura Ernst, falleció en 1994 de esclerosis lateral amiotrófica. En 1998 se casó con Rosemary Rogers, autora del superventas de Random House Saints preseve us! y de otros siete libros, con la que tuvo otros dos hijos: el actor y músico Henry Downey y el escritor Anthony Downey. Vivía en la ciudad de Nueva York, donde falleció.

### Fallecimiento
Según Robert Downey Jr., su padre «falleció tranquilamente en las primeras horas del 7 de julio del 2021, mientras dormía después de años de soportar los estragos del Parkinson».

## Carrera actoral
Logró reconocimiento en su país creando películas independientes de bajo presupuesto, enmarcadas dentro de la contracultura de los años 1960. Su trabajo a finales de la década y en los años 1970 reflejaba el inconformismo popularizado por los movimientos contraculturales más amplios y era impulsado por las nuevas libertades en el cine, como la ruptura de los códigos de censura. En consonancia con la tradición underground, sus películas de los años 1970 se realizaron de forma independiente y con presupuestos reducidos.
En 1961, trabajando con el montajista Fred von Bernewitz, comenzó a escribir y dirigir películas de bajo presupuesto en 16 mm que ganaron un seguimiento de culto, comenzando con Ball's Bluff (1961), un corto de fantasía sobre un soldado de la Guerra Civil que despierta en Central Park en 1961. Después de dirigir Putney Swope, película muy valorada por la crítica en la actualidad, pasó al cine de gran presupuesto con la surrealista Greaser's Palace (1972). Su última película fue Rittenhouse Square (2005), un documental que capta la vida de algunas personas en un parque de Filadelfia.
Downey solía incluir a sus familiares en sus películas. Su primera esposa, Elsie, aparece en cuatro de sus producciones (Chafed Elbows, Pound, Greaser's Palace y Moment to Moment). Su hija Allyson y su hijo Robert debutaron en el cine en su comedia Pound, de 1970. Allyson apareció en otra película de su padre, Up the Academy. El extenso currículum de Robert Jr. incluye apariciones en ocho películas dirigidas por su padre (Pound, Greaser's Palace, Moment to Moment, Up the Academy, America, Rented Lips, Too Much Sun y Hugo Pool).

## Filmografía

### Cine y televisión
| Año       | Título                                                          | Papel              | Crédito                        | Notas        |
| --------- | --------------------------------------------------------------- | ------------------ | ------------------------------ | ------------ |
| 1953      | The American Road                                               |                    |                                | Cortometraje |
| 1961      | Balls Bluff                                                     |                    | Director, escritor y productor | Cortometraje |
| 1964      | A Touch of Greatness                                            |                    | Director y productor           | Documental   |
| 1964      | Babo 73                                                         |                    | Director, escritor y productor |              |
| 1965      | Sweet Smell of Sex                                              |                    | Director y escritor            |              |
| 1966      | Chafed Elbows                                                   |                    | Director, escritor y productor |              |
| 1968      | No More Excuses                                                 | Stewart Thompson   | Director, escritor y productor |              |
| 1969      | Putney Swope                                                    |                    | Director y escritor            | Voz          |
| 1969      | Naughty Nurse                                                   |                    |                                | Cortometraje |
| 1970      | Pound                                                           |                    | Director y escritor            |              |
| 1971      | You've Got to Walk It Like You Talk It or You'll Lose That Beat |                    |                                |              |
| 1971      | Is There Sex After Death?                                       | Él mismo           |                                | Documental   |
| 1971      | Cold Turkey                                                     |                    | Director de segunda unidad     |              |
| 1972      | Greaser's Palace                                                |                    | Director y escritor            |              |
| 1973      | Sticks and Bones                                                |                    | Director y escritor            | Telefilme    |
| 1975      | Moment to Moment                                                |                    | Director y escritor            |              |
| 1980      | Up the Academy                                                  |                    | Director                       |              |
| 1980      | The Gong Show Movie                                             |                    | Coescritor                     |              |
| 1985      | To Live and Die in L.A.                                         | Thomas Bateman     |                                |              |
| 1985–1986 | The Twilight Zone                                               | Sr. Miller         | Director                       | 3 episodios  |
| 1986      | America                                                         |                    | Director y coescritor          |              |
| 1986      | Matlock                                                         | Warren Anderson    |                                | 1 episodio   |
| 1988      | Rented Lips                                                     |                    | Director                       |              |
| 1988      | Moving Target                                                   | Weinberg           |                                | Telefilme    |
| 1988      | Johnny Be Good                                                  | Floyd Gondoli      |                                |              |
| 1988–1989 | 1st & Ten                                                       | Reportero          |                                | 4 episodios  |
| 1991      | Too Much Sun                                                    |                    | Director y coescritor          |              |
| 1993      | Tales of the City                                               | Doctor             |                                | 1 episodio   |
| 1994      | Hail Caesar                                                     | Botones            |                                |              |
| 1996      | Sunchaser                                                       | Voz en el teléfono |                                |              |
| 1997      | Hugo Pool                                                       |                    | Director y coescritor          |              |
| 1997      | Boogie Nights                                                   | Burt               |                                |              |
| 1999      | Magnolia                                                        |                    |                                |              |
| 2000      | The Family Man                                                  |                    |                                |              |
| 2004      | From Other Worlds                                               | Baker              |                                |              |
| 2005      | Rittenhouse Square                                              |                    | Director                       | Documental   |
| 2011      | Tower Heist                                                     | Juez Ramos         |                                |              |
| 2022      | Sr.                                                             | Él mismo           | Intérprete                     | Documental   |